# 国際連合安全保障理事会決議54
国際連合安全保障理事会決議54（こくさいれんごうあんぜんほしょうりじかいけつぎ54、英: United Nations Security Council Resolution 54, UNSCR54）は、1948年7月15日に国際連合安全保障理事会で採択された、パレスチナの情勢に関して停戦状況を確認するための決議である。

## 概要
パレスチナの状況が国際連合憲章第39条における平和への脅威に該当していると判断した。決議は、すべての政府および関係当局に対し、さらなる軍事行動をやめ、自国の軍事・準軍事部隊に停戦を命じ、3日以内に調停人が決定する時点で発効させることを命じた。また、これらの命令に従わない場合は、憲章第39条における平和の破壊が存在することを示し、直ちに検討する必要があると宣言した。
さらに決議は、特別な必要性から、エルサレムでの即時かつ無条件の停戦を翌日に行うことを命じた。決議は、国際連合調停官（Mediator）に対し、エルサレムの非武装化と安全なアクセスを確保するための努力を継続し、理事会が設定した以前の休戦協定の違反容疑を調査するよう指示し、そのために国連事務総長に対し、任務遂行に必要なスタッフ、資金、施設を提供するよう要請した。
決議は賛成7票で可決された。一方でシリアは決議に反対票を投じ、アルゼンチン、ウクライナ・ソビエト社会共和国 、ソビエト連邦は投票を棄権した。

## 詳細
以下はその和訳。
安全保障理事会は、
イスラエル臨時政府がパレスチナにおける停戦の延長を原則的に受け入れることを表明したこと、アラブ連盟加盟国が国際連合調停官および安全保障理事会の1948年7月7日付決議53(1948)によるパレスチナにおける停戦の延長の訴えを相次いで拒否したこと、およびその結果、パレスチナにおいて敵対行為が再開されたことを考慮し、以下のとおり決定する

1. パレスチナの状況は、国連憲章第39条の意味における平和への脅威であると判断する。国際連合憲章第39条にいう平和への脅威にあたると判断する。
2. 国際連合憲章第40条に基づき、関係政府および当局に対し、さらなる軍事行動を控えるよう命令する。関係政府および当局に対し、国連憲章第40条に基づき、さらなる軍事行動の自制を命じ、そのために自国の軍および そのために、自国の軍事・準軍事部隊に停戦命令を出すこと。調停者が決定する時期に発効させる。調停者が決定する時に発効するが、いかなる場合も、この調停案の採択日から3日以内に発効すること。この決議の採択日から3日以内に発効する。
3. 関係国の政府または当局が前記の規定を遵守しない場合は、宣言する。関係政府または当局が本決議の前項に従わなかった場合 この決議の前段落を遵守しないことは この決議の前項に関係する政府または当局が従わない場合、憲章第39条の意味における平和の破壊の存在を示すことになる。憲章第7章に基づく行動を視野に入れた安全保障理事会による即時の検討を必要とする憲章第39条の意味での平和の破壊が存在することを宣言する。安全保障理事会が決定する憲章第7章の下での更なる行動を視野に入れて 安全保障理事会が決定する憲章第7章の下でのさらなる行動を視野に入れて、安全保障理事会が直ちに検討する必要がある。
4. すべての政府および関係当局に対し、1948年5月29日に安全保障理事会で採択された決議50（1948年）に基づき、パレスチナの平和を維持するために調停者との協力を継続するよう呼びかける。
5. 特別かつ緊急に必要な事項として、この決議の採択時から24時間以内にエルサレム市において即時かつ無条件の停戦を行うことを命じ、この停戦を有効にするために必要なあらゆる措置をとるよう休戦委員会に指示する。
6. 調停者に対し、エルサレムの将来の政治的地位に影響を与えることなく、エルサレム市の非武装化を実現し、パレスチナの聖地、宗教的建造物、遺跡の保護とアクセスを保証するための努力を継続するよう指示する。
7. 1948年6月11日以降、停戦の遵守を監督し、停戦違反の疑いを調査する手順を確立するよう調停者に指示し、調停者の能力の範囲内で、現地での適切な行動により違反に対処する権限を与え、停戦の運用状況について安全保障理事会に常に情報を提供し、必要に応じて適切な行動をとるよう要請する。
8. 安全保障理事会または総会による更なる決定に従い、パレスチナの将来の状況が平和的に調整されるまで、本決議および1948年5月29日の決議50（1948年）に基づき、休戦を継続することを決定する。
9. 1948年5月22日の決議49（1948年）の最後の段落に含まれている締約国への呼びかけを繰り返し、締約国に紛争中のすべての点を平和的に解決するために、調停者との会話を調停と相互譲歩の精神で継続することを求める。
10. 事務総長に対し、1948年5月14日の総会決議186(S-2)および本決議に基づき調停人に与えられた機能の遂行を支援するため、必要なスタッフおよび施設を提供するよう要請する。
11. 事務総長に対し、この決議から生じる義務を果たすため、必要な資金を提供する適切な手配を行うよう要請する。